# NGC 5373
NGC 5373 ist eine 14,0 mag helle, kompakte Galaxie vom Hubble-Typ C im Sternbild Jungfrau. Sie ist rund 531 Millionen Lichtjahre von der Milchstraße entfernt.
Sie wurde am 8. Mai 1864 von Albert Marth entdeckt.